# Walter Bigiavi
Walter Bigiavi (Il Cairo, 26 gennaio 1904 – Bologna, 24 novembre 1968) è stato un giurista italiano docente di diritto commerciale, per breve tempo rettore dell'università di Bologna.

## Biografia
Incaricato dell'insegnamento di diritto commerciale tra il 1929 e il 1931 presso l'Università di Urbino, passò poi all'Università Ca' Foscari Venezia, ove divenne professore ordinario nel 1934. Di lì fu trasferito a Parma nel 1935 e a Padova nel 1940. A partire dal 1947 fu professore ordinario dell'Università di Bologna e, al contempo, diresse la Biblioteca centrale della Facoltà di Economia e Commercio (oggi a lui intitolata).
È stato fondatore o direttore di riviste quali Giurisprudenza italiana (diretta dal 1946), 'Rivista trimestrale di diritto e procedura civile' (fondata nel 1947 e diretta per otto anni) e la Rivista di diritto civile (fondata nel 1955 con Alberto Trabucchi). A partire dal 1955 alcune delle dette riviste si appoggiarono all'Istituto di diritto da lui fondato.
È stato preside della facoltà di economia e commercio dal 1952 al 1967. Ricoprì l'incarico di rettore dell'Ateneo bolognese per poche settimane, da maggio a giugno 1968. Morì a novembre dello stesso anno.
Fu il principale studioso e fautore della teoria dell'imprenditore occulto.